# Saint-Père (Nièvre)
Saint-Père – miejscowość i gmina we Francji, w regionie Burgundia-Franche-Comté, w departamencie Nièvre.
Według danych na rok 1990 gminę zamieszkiwało 1061 osób, a gęstość zaludnienia wynosiła 62 osoby/km² (wśród 2044 gmin Burgundii Saint-Père plasuje się na 219. miejscu pod względem liczby ludności, natomiast pod względem powierzchni na miejscu 551.).